# Condado de Columbia (Pensilvania)
El condado de Columbia (en inglés: Columbia County), fundado en 1813, es uno de 67 condados del estado estadounidense de Pensilvania. En el año 2000 tenía una población de 64,151 habitantes con una densidad poblacional de 51 personas por km². La sede del condado es Bloomsburg.

## Geografía
Según la Oficina del Censo, el condado tiene un área total de 1269 km² (490 mi²), de la cual 1259 km² (486,1 mi²) es tierra y 10 km² (3,9 mi²) (0.87%) es agua.

### Condados adyacentes
- Condado de Sullivan (norte)
- Condado de Luzerne (este)
- Condado de Schuylkill (sur)
- Condado de Northumberland (suroeste)
- Condado de Montour (oeste)
- Condado de Lycoming (noroeste)

## Demografía
Según el censo de 2000, había 64,151 personas, 24,915 hogares y 16,568 familias residiendo en la localidad. La densidad de población era de 51 hab./km². Había 27,733 viviendas con una densidad media de 22 viviendas/km². El 97.59% de los habitantes eran blancos, el 0.80% afroamericanos, el 0.15% amerindios, el 0.52% asiáticos, el 0.03% isleños del Pacífico, el 0.33% de otras razas y el 0.58% pertenecía a dos o más razas. El 0.95% de la población eran hispanos o latinos de cualquier raza.

## Localidades

### Pueblos
Silent Hill Bloomsburg

### Boroughs
Ashland (parcial) |
Benton |
Berwick |
Briar Creek |
Catawissa |
Centralia |
Millville |
Orangeville |
Stillwater 

### Municipios
Beaver |
Benton |
Briar Creek |
Catawissa |
Cleveland |
Conyngham |
Fishing Creek |
Franklin |
Greenwood |
Hemlock |
Jackson |
Locust |
Madison |
Main |
Mifflin |
Montour |
Mount Pleasant |
North Centre |
Orange |
Pine |
Roaring Creek |
Scott |
South Centre |
Sugarloaf 

### Lugares designados por el censo

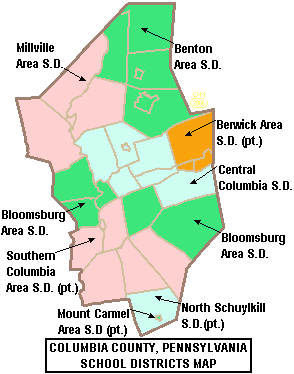
Mapa del condado de Columbia, Distritos escolares de Pensilvania

Almedia |
Aristes |
Buckhorn |
Espy |
Eyers Grove |
Fernville |
Foundryville |
Iola |
Jamison City |
Jerseytown |
Jonestown |
Lightstreet |
Lime Ridge |
Locustdale |
Mainville |
Mifflinville |
Numidia |
Rohrsburg |
Rupert |
Slabtown |
Waller |
Wilburton Number One |
Wilburton Number Two 